# Heiðrún

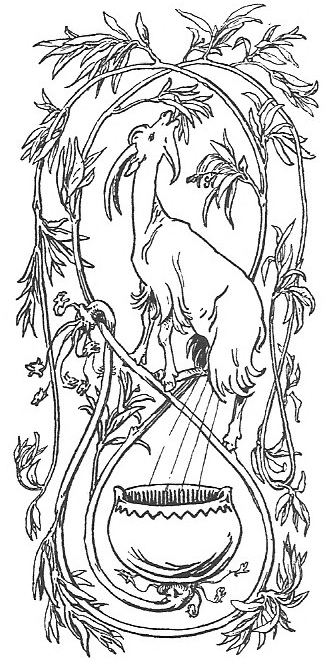
Imagem de 1895, com Heiðrún a comer as folhas da árvore Læraðr e a produzir o hidromel, recolhido num pote.

Heiðrún, segundo a mitologia nórdica, é uma cabra que vive no telhado do palácio Valhalla, na árvore Læraðr (muitas vezes identificada como Yggdrasill), alimentando-se da sua folhagem. O cozinheiro dos deuses Ases, Andhrimnir, preparava com o leite de Heiðrún o hidromel para os deuses e os einherjar beberem, em Valhalla.
A existência de Heiðrún é comprovada nas fontes antigas, sendo referida no Gylfaginning da Edda em prosa e na Edda poética.
Também o poema Hyndluljóð a refere, quando Hyndla insulta Freyja, dizendo que ela é louca por sexo como Heiðrún.